# Costanza di Borgogna
Costanza di Borgogna, in lingua francese Constance de Bourgogne (1046 – 1093), fu contessa consorte di Chalon, dal 1065 al 1079 e poi fu Regina consorte di Castiglia e Leòn, dal 1080 alla sua morte, in quanto seconda moglie del re di Castiglia e di León, Alfonso VI di León.

## Origine
Secondo la Ex chronico Ternociensis era figlia del conte di Charolais e di Langres, duca di Borgogna e anche conte d'Auxerre, Roberto I e di Helie di Semur, figlia di Dalmazio, signore di Semur, come risulta da Le cartulaire de Marcigny-sur-Loire 1045-1144 (Dalmatius pater sancti Hugonis abbatis Cluniacensis et Gaufredi Sinemurensi[s], Andrae levitae, Joceranni et Dalmatii et sororum eorumdem scilicet Materdis, Adalaidae et Ceciliae atque Evellae) e di Aremburga.
Roberto I di Borgogna, come ci conferma l'Actus 9 del Hugonis Floriacensis, Liber qui Modernorum Regum Francorum continet, era il figlio maschio terzogenito del re di Francia e duca di Borgogna, Roberto II e della sua terza moglie, Costanza d'Arles, che ancora secondo Hugonis Floriacensis, Liber qui Modernorum Regum Francorum continet Actus 9, era figlia del conte d'Avignone, conte di Provenza e marchese di Provenza, Guglielmo I e di Adelaide d'Angiò (947 - 1026), figlia del Conte d'Angiò e poi, conte di Nantes e duca di Bretagna, Folco II (sempre secondo Hugonis Floriacensis, Liber qui Modernorum Regum Francorum continet Actus 9, Adelaide era la sorella del conte d'Angiò, Goffredo detto Grisegonelle, figlio di Folco II secondo la Chronica de Gesta Consulum Andegavorum, Chroniques d'Anjou) e di Gerberga (secondo lo storico Maurice Chaume era figlia del Visconte Goffredo d'Orleans).
Fu la nipote del re di Francia, Enrico I.

## Biografia
Verso il 1065, Costanza fu data in moglie al Conte di Chalon, Ugo II.
Questo matrimonio ci viene confermato da una citazione in un documento della Histoire de l'abbaye royale et de la ville de Tournus, avec les preuves, inerente ad una donazione, datata 1087, del nipote di Costanza, il duca di Borgogna, Oddone I.
Nel 1078, il marito, Ugo II, al seguito del duca di Borgogna, Ugo I, per combattere i Mori, si recò nella penisola iberica, dove, nell'anno successivo, morì.
Rimasta così vedova, Costanza, secondo lo storico medievalista statunitense, Bernard F. Reilly, andò sposa nel dicembre 1079 ad Alfonso VI di León, re di Castiglia e di León, che, a sua volta, era rimasto vedovo della sua prima moglie, Agnese d'Aquitania, deceduta nel 1078, come riporta la Historia de los reyes de Castilla y de Leon, Volumen 1, Agnese morì il 6 giugno 1078.

Anche questo matrimonio ci viene confermato sia dalla Ex chronico Ternociensis e dalla citazione del documento della Histoire de l'abbaye royale et de la ville de Tournus, avec les preuves, inerente ad una donazione, datata 1087, del nipote di Costanza, il duca di Borgogna, Oddone I. Mentre il Chronicon regum Legionensium conferma che Costanza era la seconda moglie di Alfonso VI.
Il documento nº 3533 del Recueil des chartes de l'abbaye de Cluny. Tome 4, della regina Urraca, di incerta datazione, nel periodo in cui era regina di Galizia (1107 circa), ricorda di essere figlia di Alfonso e Costanza (infanta donna Urraka totius Galletie domina et imperatoris domni Adefonsi filia et Constantie regine nata). 
Durante tutto il periodo del suo matrimonio, Costanza dovette sopportare le infedeltà del suo secondo marito. Si narra che abbia fatto pressioni su Alfonso affinché levasse il bando al Cid Campeador. Fece appello a sant'Adelelmo di Burgos affinché  il rito romano sostituisse il rito mozarabico nella liturgia.
Il documento n° 99 della Colección diplomatica de San Salvador de Oña 822-1284, Tomo I 822-1214 (non consultato), Costanza controfirmò una donazione del marito Alfonso, datata 1 maggio 1092.
Secondo la Historia del Real Monasterio de Sahagún, la regina Costanza morì all'incirca il 25 ottobre 1093, senz'altro prima di quella data in quanto il nome di Costanza non compare in un documento di donazione del marito Alfonso, datato 25 ottobre 1093. 
Alla sua morte venne sepolta nel Monastero Reale benedettino dei Santi Facondo e Primitivo a Sahagún, in una cappella nel quale verrà successivamente sepolto anche il suo secondo marito Alfonso VI di León.

## Figli
Dal primo marito, Ugo di Chalon, Costanza non ebbe figli.
Dal matrimonio con Alfonso VI di León invece nacquero due figlie:
- Urraca[12], che succedette al padre come sovrana di Castiglia e León[15] e che sposò Raimondo di Borgogna[15], dal quale ebbe una figlia, Sancha, ed un figlio, Alfonso che divenne re di Galizia (1112-1126) e re di León e Castiglia, con il nome di Alfonso VII
- Elvira (morta giovane)[16].

## Ascendenza
|                                     |                                |                          | Genitori                   |  |  | Nonni |  |  | Bisnonni   |  |  | Trisnonni     |  |
|                                     |                                |                          |                            |  |  |       |  |  | Ugo Capeto |  |  | Ugo il Grande |  |
|                                     |                                |                          |                            |  |  |       |  |  | Ugo Capeto |  |  | Ugo il Grande |  |
|                                     |                                | Edvige di Sassonia       |                            |  |  |       |  |  | Ugo Capeto |  |  |               |  |
| Roberto II di Francia               |                                |                          |                            |  |  |       |  |  | Ugo Capeto |  |  |               |  |
|                                     |                                | Adelaide d'Aquitania     | Guglielmo III di Aquitania |  |  |       |  |  |            |  |  |               |  |
|                                     |                                | Adelaide d'Aquitania     | Guglielmo III di Aquitania |  |  |       |  |  |            |  |  |               |  |
|                                     |                                | Adelaide d'Aquitania     | Adele di Normandia         |  |  |       |  |  |            |  |  |               |  |
| Roberto I di Borgogna               |                                | Adelaide d'Aquitania     |                            |  |  |       |  |  |            |  |  |               |  |
|                                     |                                | Guglielmo I d'Aquitania  | Bernardo III di Tolosa     |  |  |       |  |  |            |  |  |               |  |
|                                     |                                | Guglielmo I d'Aquitania  | Bernardo III di Tolosa     |  |  |       |  |  |            |  |  |               |  |
|                                     |                                | Guglielmo I d'Aquitania  | Ermengarda II d'Alvernia   |  |  |       |  |  |            |  |  |               |  |
| Costanza d'Arles                    |                                | Guglielmo I d'Aquitania  |                            |  |  |       |  |  |            |  |  |               |  |
|                                     |                                | Adelaide d'Angiò         | Folco II d'Angiò           |  |  |       |  |  |            |  |  |               |  |
|                                     |                                | Adelaide d'Angiò         | Folco II d'Angiò           |  |  |       |  |  |            |  |  |               |  |
|                                     |                                | Adelaide d'Angiò         | Gerberga                   |  |  |       |  |  |            |  |  |               |  |
| Costanza di Borgogna                |                                | Adelaide d'Angiò         |                            |  |  |       |  |  |            |  |  |               |  |
|                                     | Raimondo Borrell di Barcellona | Borrell II di Barcellona |                            |  |  |       |  |  |            |  |  |               |  |
|                                     | Raimondo Borrell di Barcellona | Borrell II di Barcellona |                            |  |  |       |  |  |            |  |  |               |  |
|                                     | Raimondo Borrell di Barcellona | Letgarda di Tolosa       |                            |  |  |       |  |  |            |  |  |               |  |
| Berengario Raimondo I di Barcellona | Raimondo Borrell di Barcellona |                          |                            |  |  |       |  |  |            |  |  |               |  |
|                                     |                                | Ermesinda di Carcassonne | Ruggero I di Comminges     |  |  |       |  |  |            |  |  |               |  |
|                                     |                                | Ermesinda di Carcassonne | Ruggero I di Comminges     |  |  |       |  |  |            |  |  |               |  |
|                                     |                                | Ermesinda di Carcassonne | Adelaide di Gévaudan       |  |  |       |  |  |            |  |  |               |  |
| Sibilla di Barcellona               |                                | Ermesinda di Carcassonne |                            |  |  |       |  |  |            |  |  |               |  |
|                                     |                                | Sunifredo II di Lluça    | …                          |  |  |       |  |  |            |  |  |               |  |
|                                     |                                | Sunifredo II di Lluça    | …                          |  |  |       |  |  |            |  |  |               |  |
|                                     |                                | Sunifredo II di Lluça    | …                          |  |  |       |  |  |            |  |  |               |  |
| Guilla (o Guisla) de Lluça          |                                | Sunifredo II di Lluça    |                            |  |  |       |  |  |            |  |  |               |  |
|                                     |                                | Ermesinda di Basareny    | …                          |  |  |       |  |  |            |  |  |               |  |
|                                     |                                | Ermesinda di Basareny    | …                          |  |  |       |  |  |            |  |  |               |  |
|                                     |                                | Ermesinda di Basareny    | …                          |  |  |       |  |  |            |  |  |               |  |
|                                     |                                | Ermesinda di Basareny    |                            |  |  |       |  |  |            |  |  |               |  |

### Fonti primarie
- (LA)  Monumenta Germaniae Historica, Scriptores, tomus IX.
- (LA)  Recueil des historiens des Gaules et de la France. Tome 11.
- (LA)  Chroniques des Comtes d´Anjou et des Seigneurs d´Amboise (Paris).
- (LA)  Recueil des chartes de l'abbaye de Cluny. Tome 4 .
- (LA)  The World of El Cid: Chronicles of the Spanish Reconquest.
- (LA)  Histoire de l'abbaye royale et de la ville de Tournus, avec les preuves.
- (LA)  Historia de los reyes de Castilla y de Leon, Volume 1
- (LA)  #ES cartulario del Monasterio de San Salvador de Oña.
- (LA)  Colección diplomatica de San Salvador de Oña 822-1284, Tomo I.
- (EN)  The World of El Cid: Chronicles of the Spanish Reconquest, Chronicon regum Legionensium.

### Letteratura storiografica
- Louis Halphen, "La Francia dell'XI secolo", cap. XXIV, vol. II (L'espansione islamica e la nascita dell'Europa feudale) della Storia del Mondo Medievale, 1999, pp. 770–806.
- Rafael Altamira, La Spagna (1031-1248), in Storia del mondo medievale, vol. V, 1999, pp. 865–896
- (ES)  Pérez, J., Romualdo Escalona, F. (1782) Historia del real monasterio de Sahagun.